# Stopplaats Zandelaan
Stopplaats Zandelaan is een voormalige stopplaats in Nederland aan de verdwenen Spoorlijn Groningen - Weiwerd (Woldjerspoorweg). Het station werd geopend op 1 juli 1929 en gesloten op 5 mei 1941.
De stopplaats lag tussen Schildwolde-Hellum en Siddeburen. Het bijbehorende laantje was mogelijk genoemd naar de polder Zandwerf of de buurtschap De Zanden.
0: Groningen ·
5: Roodehaan ·
7: Engelbert ·
9: Bieleveldslaan ·
10: Harkstede-Scharmer ·
15: Kolham ·
17: Froombosch ·
19: 's Gravenschans ·
20: Slochteren ·
22: Wijgchelsheim ·
23: Schildwolde-Hellum ·
25: Zandelaan ·
26: Siddeburen ·
27: Leentjerweg ·
32: Tjugchem-Meedhuizen ·
37: Weiwerd